# Büdingen
Büdingen är en stad i Wetteraukreis i Regierungsbezirk Darmstadt i förbundslandet Hessen i Tyskland.

## Kända personer från Büdingen
- Heinrich XIII Prins Reuss (1951) adelsman